# ايزومي موري
ايزومي موري (باليابانية: 森泉؛ بالكانا: もり いずみ) هي تارينتو وعارضة وممثلة يابانية، ولدت في 18 أكتوبر 1982 في ميناتو في اليابان.

## وصلات خارجية
- الموقع الرسمي
- ايزومي موري على موقع IMDb (الإنجليزية)
- ايزومي موري على موقع قاعدة بيانات الفيلم (الإنجليزية)